# Diabo na Cruz
Diabo na Cruz foi uma banda portuguesa formada por Jorge Cruz em 2008 e extinta em 2019. Combina uma base rock com a tradição oral portuguesa, instrumentos tradicionais e influências musicais muito variadas.

## História
Diabo na Cruz era uma ideia antiga que estava a germinar na cabeça do músico Jorge Cruz desde a altura em que integrava os Superego, um power-trio de Aveiro que formou em meados dos anos 90. No ano 2000 começou a idealizar um projecto de rock tradicional com a FanfarraMotor. O projecto foi cancelado quando ia entrar em estúdio, mas as primeiras sementes de Diabo na Cruz estavam aqui lançadas. 
Jorge Cruz mudou-se para Lisboa, onde conheceu uma série de músicos da família FlorCaveira com quem partilhava afinidades musicais e referências comuns. Produziu discos de João Coração e d'Os Golpes, o que o estimulou a voltar a explorar a ideia de um rock português enraizado no legado musical que é específico de Portugal. 
Em 2008, formou os Diabo na Cruz. Inicialmente juntou-se a João Pinheiro (bateria) e Bernardo Barata (baixo) porque encontrou neles "uma secção rítmica infalível na atitude e com afinidades evidentes com as intenções que tinha na mesa". Mais tarde juntaram-se B Fachada na viola braguesa e João Gil nos teclados. Em 2009 foi editado o primeiro EP Dona Ligeirinha e o álbum de estreia Virou!,  que foi considerado um marco na música nacional pela forma como integrou sonoridades da música tradicional e do rock contemporâneo.
Após três anos na estrada e centenas de concertos, os Diabo na Cruz sofreram uma reformulação. B Fachada deixou a banda uma semana antes da gravação do segundo álbum, Roque Popular (2012), mas acabou por participar em alguns temas como convidado. Com os novos elementos Manuel Pinheiro (percussões) e Sérgio Pires (braguesa), em 2012 a banda cimentou a formação que se manteve até ao seu fim.
O terceiro álbum, Diabo na Cruz, chegou em 2014. Jorge Cruz descreveu-o como um disco mais pop, "muito menos negro, muito mais positivo" e "mais aberto às pessoas", onde procuram "fazer grandes canções".  Jorge Cruz: "Nós podemos fazer o que quisermos que vai ser Diabo. Já percebemos que conseguimos fazer Diabo das mais diversas maneiras. Não estamos presos a um formato, a um estilo musical. O nosso estilo é Diabo na Cruz." 
O ano de 2015 levou a banda a percorrer Portugal de Norte a Sul num total de 50 concertos. No final de 2015, os Diabo na Cruz sagraram-se vencedores nos Portugal Festival Awards na categoria de "Melhor Actuação ao Vivo". 
Após dois anos sem concertos, a banda regressa aos palcos e aos discos em 2018, com o álbum Lebre.
No dia 21 de Maio de 2019, o fim dos Diabo na Cruz foi anunciado através de um comunicado.  A banda deixou de existir no final da digressão de 2019, em Óbidos no dia 18 de outubro desse mesmo ano, digressão essa que foi feita sem o vocalista e fundador Jorge Cruz, entrando Daniel Mestre na guitarra elétrica e Sérgio Pires como vocalista e guitarrista na viola braguesa. 

## Formação

### Membros
- Jorge Cruz (voz, guitarra eléctrica, composição)
- Bernardo Barata (baixo)
- João Pinheiro (bateria)
- João Gil (teclados)
- Manuel Pinheiro (percussão, electrónica)
- Sérgio Pires (voz, viola braguesa)
- Daniel Mestre (guitarra)

### Membros anteriores
- B Fachada (viola braguesa)
- Márcio Silva (viola braguesa)

## Discografia

### Álbuns
- Virou! (2009)
- Roque Popular (2012)
- Diabo Na Cruz (2014)
- Lebre (2018)

### EPs
- Dona Ligeirinha (2009)
- Combate (2010)
- Saias (2016)

### Álbuns ao vivo
- Diabo Na Cruz Ao Vivo (2018)